# تلمبوران على شير (شلال ودشتغل)
تلمبوران على شير (بالفارسية: تلمبرون علی‌شیر) هي منطقة سكنية تقع في إيران في قسم شلال ودشتغل الريفي. يقدر عدد سكانها بـ 27 نسمة .